# Klubi Futbollit Vora
Il Klubi Futbollit Vora, meglio noto come Vora, è una società calcistica albanese con sede nella città di Vorë.

## Storia
Dalla stagione 2025-2026 milita nella Kategoria Superiore, la massima divisione del campionato albanese.

## Palmarès

### Competizioni nazionali
- Kategoria e Parë: 1

2024-2025
- Kategoria e Dytë: 3

2017–2018, 2019–2020, 2022–2023

## Organico

### Rosa 2025-2026
Aggiornata al 12 luglio 2025.
| N. |                        | Ruolo | Calciatore       |
| -- | ---------------------- | ----- | ---------------- |
| 11 | Albania (bandiera)     | A     | Patrik Bardhi    |
| 17 | Lituania (bandiera)    | A     | Manfredas Ruzgis |
| 18 | Inghilterra (bandiera) | C     | Kevin Dalipi     |
| 23 | Albania (bandiera)     | P     | Shkëlzen Ruçi    |

| N. |                               | Ruolo | Calciatore                    |
| -- | ----------------------------- | ----- | ----------------------------- |
| 33 | Albania (bandiera)            | D     | Dajan Shehi (capitano)        |
|    | Albania (bandiera)            | P     | Romeo Harizaj (vice-capitano) |
|    | Macedonia del Nord (bandiera) | C     | Enis Fazlagiḱ                 |
|    | Albania (bandiera)            | A     | Bernard Karrica               |

### Staff tecnico
- Allenatore:  Arjan Bellaj
- Vice-Allenatore:  Endri Zjarri
- Preparatore dei portieri: ?
- Preparatore atletico: ?
- Medico sociale: ?
- Fisioterapista: ?
- Massaggiatore: ?